# José Laguna
José Manuel Durand Laguna (Buenos Aires, 7 novembre 1895 – 1º febbraio 1965) è stato un allenatore di calcio e calciatore argentino, di ruolo attaccante.

## Carriera
Con la nazionale argentina disputò il Campeonato Sudamericano nel 1916. In seguito allenò a lungo la Nazionale paraguaiana, oltre che diverse squadre in Paraguay ed Argentina.

## Palmarès

### Giocatore

#### Competizioni nazionali
- Campionato argentino: 2

Huracán: 1921, 1922
- Copa Ibarguren: 1

Huracán: 1922
- Campionato paraguaiano: 2

Olimpia: 1925, 1927

### Allenatore

#### Competizioni nazionali
- Campionato argentino: 2

Huracán: 1925, 1928
- Copa Ibarguren: 1

Huracán: 1925
- Campionato paraguaiano: 1

Nacional: 1945